# Lucia Valerio
Lucia Valerio est une joueuse de tennis italienne des années 1930, née à Milan le 28 février 1905 et décédée le 26 septembre 1996.
Elle s'est notamment illustrée aux Internationaux de Rome, y atteignant cinq finales en simple entre 1930 et 1935, dont une remportée en 1931 face à Dorothy Andrus. 
En Grand Chelem, elle a atteint trois fois les quarts de finale : à Roland-Garros en 1931 et 1934 et à Wimbledon en 1933.

## Palmarès (partiel)

### Titre en simple dames
| No | Date | Nom et lieu du tournoi        | Catégorie | Surface      | Finaliste      | Score         |  |
| -- | ---- | ----------------------------- | --------- | ------------ | -------------- | ------------- |  |
| 1  | 1931 | Internationaux d'Italie, Rome |           | Terre (ext.) | Dorothy Andrus | 2-6, 6-2, 6-2 |  |

### Finales en simple dames
| No | Date       | Nom et lieu du tournoi        | Catégorie | Surface      | Vainqueure     | Score         |  |
| -- | ---------- | ----------------------------- | --------- | ------------ | -------------- | ------------- |  |
| 1  | 1930       | Internationaux d'Italie, Rome |           | Terre (ext.) | Lilí Álvarez   | 3-6, 8-6, 6-0 |  |
| 2  | 1932       | Internationaux d'Italie, Rome |           | Terre (ext.) | Ida Adamoff    | 6-4, 7-5      |  |
| 3  | 1934       | Internationaux d'Italie, Rome |           | Terre (ext.) | Helen Jacobs   | 6-3, 6-0      |  |
| 4  | 15-04-1935 | Internationaux d'Italie, Rome |           | Terre (ext.) | Hilde Sperling | 6-4, 6-1      |  |

### Titre en double dames
| No | Date | Nom et lieu du tournoi       | Catégorie | Surface      | Partenaire   | Finalistes                   | Score         |  |
| -- | ---- | ---------------------------- | --------- | ------------ | ------------ | ---------------------------- | ------------- |  |
| 1  | 1930 | Internationaux d'Italie Rome |           | Terre (ext.) | Lilí Álvarez | Leyla Claude-Anet M. Neufels | 7-5, 6-7, 7-6 |  |

### Finales en double dames
| No | Date | Nom et lieu du tournoi       | Catégorie | Surface      | Vainqueures                     | Partenaire     | Score         |  |
| -- | ---- | ---------------------------- | --------- | ------------ | ------------------------------- | -------------- | ------------- |  |
| 1  | 1931 | Internationaux d'Italie Rome |           | Terre (ext.) | Anna Luzzatti Rosetta Gagliardi | Dorothy Andrus | 6-3, 1-6, 6-3 |  |
| 2  | 1932 | Internationaux d'Italie Rome |           | Terre (ext.) | Lolette Payot Colette Rosambert | Dorothy Andrus | 7-5, 6-3      |  |
| 3  | 1933 | Internationaux d'Italie Rome |           | Terre (ext.) | Ida Adamoff Dorothy Andrus      | Elizabeth Ryan | 6-3, 1-6, 6-4 |  |

### Titre en double mixte
| No | Date | Nom et lieu du tournoi       | Catégorie | Surface      | Partenaire     | Finalistes                      | Score    |  |
| -- | ---- | ---------------------------- | --------- | ------------ | -------------- | ------------------------------- | -------- |  |
| 1  | 1931 | Internationaux d'Italie Rome |           | Terre (ext.) | Patrick Hughes | Dorothy Andrus Alberto Del Bono | 6-0, 6-1 |  |

### Finale en double mixte
| No | Date | Nom et lieu du tournoi       | Catégorie | Surface      | Vainqueures                      | Partenaire     | Score         |  |
| -- | ---- | ---------------------------- | --------- | ------------ | -------------------------------- | -------------- | ------------- |  |
| 1  | 1930 | Internationaux d'Italie Rome |           | Terre (ext.) | Lilí Álvarez Umberto de Morpurgo | Patrick Hughes | 4-6, 6-4, 6-2 |  |

## Parcours en Grand Chelem (partiel)
Si l’expression « Grand Chelem » désigne classiquement les quatre tournois les plus importants de l’histoire du tennis, elle n'est utilisée pour la première fois qu'en 1933, et n'acquiert la plénitude de son sens que peu à peu à partir des années 1950.

### En simple dames
| Année | Championnat d'Australie | Championnat d'Australie | Internationaux de France | Internationaux de France | Wimbledon       | Wimbledon       | US National | US National |
| ----- | ----------------------- | ----------------------- | ------------------------ | ------------------------ | --------------- | --------------- | ----------- | ----------- |
| 1928  | -                       | -                       | -                        | -                        | 3e tour (1/16)  | Jessie Russell  | -           | -           |
| 1929  | -                       | -                       | 2e tour (1/16)           | Simonne Mathieu          | 2e tour (1/32)  | T. Mettenheimer | -           | -           |
| 1931  | -                       | -                       | 1/4 de finale            | Cilly Aussem             | -               | -               | -           | -           |
| 1932  | -                       | -                       | 3e tour (1/8)            | Eileen Bennett           | 3e tour (1/16)  | Simonne Mathieu | -           | -           |
| 1933  | -                       | -                       | 2e tour (1/16)           | Mary Heeley              | 1/4 de finale   | Dorothy Round   | -           | -           |
| 1934  | -                       | -                       | 1/4 de finale            | Simonne Mathieu          | 2e tour (1/32)  | Sylvie Jung     | -           | -           |
| 1935  | -                       | -                       | 3e tour (1/8)            | Madzy Rollin             | 2e tour (1/32)  | J. Jędrzejowska | -           | -           |
| 1938  | -                       | -                       | -                        | -                        | 1er tour (1/64) | Mollie Trouncer | -           | -           |

À droite du résultat, l’ultime adversaire.

### En double dames
| Année | Championnat d'Australie | Championnat d'Australie | Internationaux de France     | Internationaux de France | Wimbledon                    | Wimbledon                 | US National | US National |
| ----- | ----------------------- | ----------------------- | ---------------------------- | ------------------------ | ---------------------------- | ------------------------- | ----------- | ----------- |
| 1929  | -                       | -                       | 2e tour (1/8) Muriel Thomas  | Sylvie Jung S. Mathieu   | 1er tour (1/32) Le Besnerais | Effie Hemmant P. Mudford  | -           | -           |
| 1931  | -                       | -                       | 2e tour (1/8) Lolette Payot  | Elsa Haylock Joan Ridley | -                            | -                         | -           | -           |
| 1932  | -                       | -                       | 2e tour (1/8) D. Andrus      | S. Barbier Lolette Payot | 2e tour (1/16) D. Andrus     | Elsie Pittman Joan Ridley | -           | -           |
| 1933  | -                       | -                       | 2e tour (1/8) Jędrzejowska   | Sylvie Jung C. Rosambert | 3e tour (1/8) Madzy Rollin   | Freda James Billie Yorke  | -           | -           |
| 1934  | -                       | -                       | -                            | -                        | 2e tour (1/16) Madzy Rollin  | P. Howkins D. Shepherd    | -           | -           |
| 1935  | -                       | -                       | 1er tour (1/16) M. Whitmarsh | E. Belliard Goldschmidt  | 2e tour (1/16) Marie Luise   | Joan Hartigan Nell Hall   | -           | -           |

Sous le résultat, la partenaire ; à droite, l’ultime équipe adverse.

### En double mixte
| Année | Championnat d'Australie | Championnat d'Australie | Internationaux de France    | Internationaux de France | Wimbledon | Wimbledon | US National | US National |
| 1929  | -                       | -                       | 1er tour (1/32) A. Del Bono | S. Mathieu J. Brugnon    | -         | -         | -           | -           |

Sous le résultat, le partenaire ; à droite, l’ultime équipe adverse.